# Гай Аквилий Галл
Гай Акви́лий Галл (лат. Gaius Aquilius Gallus; умер не позже 44 года до н. э.) — римский политический деятель и правовед, претор 66 года до н. э.

## Биография
Гай Аквилий изучал юриспруденцию под руководством Квинта Муция Сцеволы Понтифика. Свои выдающиеся познания он использовал для того, чтобы давать консультации; в частности, за советом к нему обращался Марк Туллий Цицерон во время процесса Цецины. Галл непосредственно участвовал в процессах Публия Квинкция (81 год до н. э.) и Гая Виселлия Варрона Акулеона. 
Параллельно Галл делал политическую карьеру, продвинувшись до претуры в 66 году до н. э., в один год с Цицероном. В качестве претора он председательствовал в суде, разбиравшем дела о нарушениях избирательного права. Баллотироваться в консулы Гай Аквилий не стал, предпочитая заниматься юриспруденцией. В частности, от участия в выборах магистратов на 63 год до н. э. он отказался, по словам Цицерона, «сказавшись больным и сославшись на свое судебное царство».
Дата смерти Гая Аквилия неизвестна, но в 44 году до н. э. Цицерон пишет о нём уже как об умершем.